# Cathédrale de la Nativité-de-la-Mère-de-Dieu de Zaječar
La cathédrale de la Nativité-de-la-Mère-de-Dieu de Zaječar (en serbe cyrillique : Саборна црква Рождества Пресвете Богородице у Зајечару ; en serbe latin : Saborna crkva Roždestva Presvete Bogorodice u Zaječaru) est une cathédrale orthodoxe serbe serbe située à Zaječar, dans le district de Zaječar en Serbie. Elle est inscrite sur la liste des monuments culturels protégés de la république de Serbie (no SK 2066).
La cathédrale est le siège de l'éparchie du Timok.

## Présentation
Jusqu'en 1830, Zaječar ne disposait d'aucune église orthodoxe ; cette année-là, avec la permission de Ferad-aga, une petite église a été édifiée pour desservir le quartier de Božije. Après le succès du second soulèvement serbe contre les Ottomans, en 1833, le prince Miloš Obrenović a décidé de faire construire un nouvel édifice et de faire créer l'éparchie du Timok avec Zaječar comme siège.
L'église, commencée au printemps 1834 et achevée en octobre de la même année, a été consacrée en décembre. Par la suite l'église-cathédrale a été plusieurs fois agrandie.